# Bevče
Bevče – wieś w Słowenii, w gminie miejskiej Velenje. W 2018 roku liczyła 393 mieszkańców. 